# Provincia di Lima
La provincia di Lima è una provincia del Perù, localizzata lungo la costa centrale del paese; è l'unica provincia a non appartenere ad alcuna delle regioni peruviane. Il suo capoluogo è Lima, la capitale del paese.
A dispetto della sua estensione relativamente piccola, essa concentra nel suo territorio la maggior parte dei centri industriali ed economici del paese, ed almeno un terzo della popolazione nazionale.

## Storia
La provincia venne fondata nel 1821 e faceva parte del territorio del dipartimento di Lima, composto dagli attuali territori della regione di Lima, di Callao, della regione di Ica.

## Geografia antropica

### Suddivisioni amministrative
La provincia è suddivisa in 43 distretti (comuni): (accanto ad ognuno è indicato il suo codice postale)
1. Lima (1)[1]
2. Ancón (2)[2]
3. Ate (3)[3]
4. Barranco (4)[4]
5. Breña (5)[5]
6. Carabayllo (6)[6]
7. Chaclacayo (7)[7]
8. Chorrillos (8)[8]
9. Cieneguilla (9)[9]
10. Comas (10)[10]
11. El Agustino (11)[11]
12. Independencia (12)[12]
13. Jesús María (13)[13]
14. La Molina (14)
15. La Victoria (15)
16. Lince (16)
17. Los Olivos (17)
18. Lurigancho-Chosica (18)
19. Lurin (19)
20. Magdalena del Mar (20)
21. Pueblo Libre (21)
22. Miraflores (22)
23. Pachacámac (23)
24. Pucusana (24)
25. Puente Piedra (25)
26. Punta Hermosa (26)
27. Punta Negra (27)
28. Rímac (28)
29. San Bartolo (29)
30. San Borja (30)
31. San Isidro (31)
32. San Juan de Lurigancho (32)
33. San Juan de Miraflores (33)
34. San Luis (34)
35. San Martín de Porres (36)
36. San Miguel (37)
37. Santa Anita (38)
38. Santa María del Mar (39)
39. Santa Rosa (40)
40. Santiago de Surco (41)
41. Surquillo (42)
42. Villa El Salvador (43)
43. Villa María del Triunfo (44)